# Euroconector
El euroconector es un conector normalizado de 21 conexiones o pines, que intercambia informaciones de audio y vídeo. Fue diseñado en Francia en 1978 y por ley es obligatorio desde 1981 en todos los equipos de televisión y vídeo comercializados en Francia. También conocido como SCART por la siglas del Syndicat des Constructeurs d'Appareils Radiorécepteurs et Téléviseurs (sobre todo en los países anglosajones), curiosamente en Francia apenas se usa ese nombre, utilizándose mayoritariamente como nombre Péritel. 
La denominación técnica por el estándar CENELEC es EN 50049-1:1997
Diseñado a la vez como un medio de garantizar al consumidor una imagen de calidad (a la vez que se soslayaba el alto coste de implementar moduladores SECAM en vídeos y ordenadores) y de una medida proteccionista para la industria gala, la calidad de su señal hizo que fracasara en esto último, siendo empleado ampliamente por todo el mundo excepto el continente americano. Incluso en Japón disputa el campo con el S-Video. El conector soporta una resolución máxima de 480p NTSC o 576p PAL.
El euroconector facilita la conexión de televisores, vídeos, DVD, TDT, receptores de satélite, ordenadores (se puede utilizar incluso un adaptador VGA-Euroconector), videoconsolas, y otros aparatos de manera rápida y con buena calidad. El conector se diseña de forma que no sea posible una conexión errónea, y con todas las señales necesarias en un solo cable. Al tener señales separadas de entrada y salida es posible conectar en cadena varios equipos con dos conectores sin degradarse la señal por conversiones. Al ser sus voltajes algo altos (1V) la señal tiene buena inmunidad al ruido.
Esta bidireccionalidad permite que un televisor procese la señal recibida de la antena, la canalice por la salida de vídeo a un equipo set-top-box y este la devuelva ya procesada al televisor sin retardos. Es el mecanismo usado en los decodificadores de Canal+ en Francia.
Sin embargo fuera de Francia, los equipos de gama baja suelen implementar un euroconector recortado a solo las señales de audio/vídeo (incluso mono en lugar de stereo). Por ello en España hubo que comercializar un adaptador de señal RGB a audio/vídeo. La progresiva implementación de la TDT y la sustitución del VHS por el DVD han ido desterrando esta práctica, que ya no existe en pantallas de plasma o TFT.
Un cable conforme a la norma apantalla cada uno de sus cables internos (de forma similar al cable de antena), pero en los cables baratos se apantallan en grupo o incluso no se apantallan (utilizando cable plano), lo que recorta la longitud del cable, al aumentar las interferencias. Igualmente tienden a utilizar malos materiales en los conectores, lo que causa rotura de los pines.
Otra mala práctica frecuente es en los bloques conmutadores baratos, donde solo se conmutan las señales de audio/vídeo, dejando todas las demás siempre conectadas. Esto provoca interferencias entre los equipos conectados (una consola en standby sigue teniendo señales de 1V) que incluso pueden dañar los equipos. Igual ocurre si se conectan los equipos una vez encendidos. Para evitar este problema, se pueden utilizar conmutadores con botones para seleccionar la fuente de AV.
El Euroconector también permite a un dispositivo enviar comandos a la televisión con intercambio rápido de las señales. Por ejemplo, para mostrar subtítulos, en lugar de realizar un proceso completo de recodificado (con el consecuente degradado de la señal), puede indicarle al televisor que en determinadas zonas, con un píxel de granulosidad, muestre la imagen generada por el dispositivo en lugar de la de vídeo.
El uso de RGB soslaya el problema de la existencia de PAL y SECAM en Europa, e incluso de NTSC, permitiendo disfrutar de los modos originales de los videojuegos en los televisores preparados para ello, con una mejora cualitativa de la imagen.
Con las videoconsolas, sobre todo con las antiguas, es muy frecuente que se entregue un adaptador de cables RCA a Euroconector con las 3 RCA hembras montadas como una extensión del euroconector, incluso con una toma S-Video y/o un conmutador que cambia las señales RCA de entrada a salida. Es una alternativa más barata que el cable con cinco conectores RCA cada uno con su propio cable.
Los cables entre dispositivos terminan a cada extremo en un conector macho, pero puesto que uno es de entrada y el otro de salida, se conmutan los cables apropiados. Así ocurre con las parejas de pines 1/2, 3/6, 17/18, 19/20. El resto de cables conectan pines de la misma numeración.
Aunque al diseño original se le han añadido prestaciones, la aparición del HDMI y la alta definición no presagian que vuelva a ampliarse.